# Новозаборка
Новозаборка — деревня в Белозерском районе Курганской области Российской Федерации. Входит в состав Боровского сельсовета.

## География
Деревня расположена на южном берегу  небольшого озера, в 24 км (65 км по автодороге через Новое Лушниково) к юго-востоку от райцентра с. Белозерского и в 38 км (53 км по автодороге) к северо-востоку от г. Кургана.

### Часовой пояс
Новозаборка, как и вся Курганская область, находится в часовой зоне МСК+2. Смещение применяемого времени относительно UTC составляет +5:00.

## История
Деревня Ново-Заборка (Ново-Заборский) возникла в 1920—1930-е годы.
17 июля 1992 года указом Президиума Верховного Совета РФ деревня Новозаборский переименована в Новозаборку.
В годы советской власти жители деревни работали в колхозе «Заря», затем в колхозе «Искра».
Законом Курганской области от 30 мая 2018 года N 49, в состав Боровского сельсовета были включены все населённые пункты упразднённого Зюзинского сельсовета.

## Население
| 1989 | 2002 | 2004 | 2010 |
| ---- | ---- | ---- | ---- |
| 95   | ↘79  | ↘72  | ↘59  |

Национальный состав
- По переписи населения 2002 года проживало 79 человек, из них русские  — 99 %.

## Общественно-деловая зона
- Новозаборский клуб
- В 1992 году установлена стела, огороженная деревянным штакетником, в память о погибших в годы Великой Отечественной войны[5].
- Новозаборское охотничье хозяйство (пользователь ЗАО «Курганстальмост») Площадь 3,1 тыс. га. Виды охотничьих ресурсов: сибирская косуля, кабан, лось, глухарь, тетерев.